# 가나자와촌 (나가노현)
가나자와촌(일본어: 金沢村)은 일본 나가노현 스와군에 있던 촌이다. 현재의 지노시에 해당한다.

## 역사
- 1878년 11월 25일 - 가나자와촌이 성립하였다.
- 1889년 4월 1일 - 정촌제 시행에 수반해 가나자와촌 사무소가 성립하였다.
- 1955년 2월 1일 - 지노정(ちの町), 미야가와촌, 다마가와촌, 도요히라촌, 이즈미노촌, 기타야마촌, 고히가시촌, 요네자와촌 과 합병해, 새로운 지노정이 성립하여, 동일 가나자와촌은 폐지되었다.

## 교통

### 철도
- 일본국유철도
  - 주오 본선

## 참고문헌
- 角川日本地名大辞典 20 長野県